# Franciszek Valentin d’Hauterive
Franciszek Valentin d'Hauterive (ur. 6 stycznia 1775, zm. 20 czerwca 1831 koło Czabiszek) − polski wojskowy, oficer wojsk inżynieryjnych, uczestnik wojen napoleońskich i powstania listopadowego, pochodził z rodziny hugenockiej.

## Życiorys
Urodził się 6 stycznia 1775 roku. Walczył w kampanii lat 1812−1813 w randze kapitana saperów. Po bitwie pod Lipskiem (1813) został uhonorowany krzyżem złotym Orderu Virtuti Militari oraz krzyżem kawalerskim Orderu Legii Honorowej. Służył następnie w wojsku Królestwa Polskiego, dochodząc do stopnia pułkownika. Pracował w kwatermistrzostwie generalnym oraz kierował wojskową szkołą pływania. Uczestniczył w powstaniu listopadowym, m.in. w walkach pod Arsenałem w nocy z 29 na 30 listopada 1830 roku, a następnie był dowódcą brygady oraz szefem sztabu korpusu Antoniego Giełguda. Zmarł 20 czerwca 1831 roku, utopiwszy się w czasie kąpieli w Wilii.
Młodszym bratem Franciszka był ppłk Piotr Valentin d'Hauterive.